# Alex Saniel
Alex Saniel (Port Vila, 8 de noviembre de 1996) es un futbolista vanuatuense que juega en la demarcación de delantero para el Suva FC de la Liga Nacional de Fútbol de Fiyi.

## Selección nacional
Tras jugar en varias categorías inferiores de la selección, finalmente hizo su debut con la selección absoluta el 23 de noviembre de 2017 en un encuentro amistoso contra Estonia que finalizó con un resultado de 0-1 a favor del combinado estonio tras el gol de Frank Liivak.

## Clubes
| Club                | País          | Año       | Partidos | Goles |
| ------------------- | ------------- | --------- | -------- | ----- |
| Spirit 08           | Vanuatu       | 2012-2013 |          |       |
| Yatel FC            | Vanuatu       | 2013-2014 |          | 1     |
| Spirit 08           | Vanuatu       | 2014-2015 |          | 1     |
| Fencibles United    | Nueva Zelanda | 2015-2016 |          |       |
| Ifira Black Bird FC | Vanuatu       | 2016      |          |       |
| Fencibles United    | Vanuatu       | 2017      |          |       |
| Shepherds United FC | Vanuatu       | 2017-2019 |          |       |
| Lautoka FC          | Fiyi          | 2020      | 6        | 3     |
| Franklin United     | Nueva Zelanda | 2020      |          |       |
| Suva FC             | Fiyi          | 2021      | 9        | 2     |
| Tupuji Imere FC     | Vanuatu       | 2022      |          |       |
| Suva FC             | Fiyi          | 2023      | 9        | 6     |